# Husův sbor (Smíchov)
Kostel Československé církve husitské (či též Husův sbor dr. Karla Farského) na Smíchově je funkcionalistická stavba z roku 1935. Jeho adresa je v ulici Na Václavce č.p. 117/1, nicméně zároveň tvoří dominantu horního konce ulice U Santošky v Praze 5-Smíchově. Nachází se zde také památník dr. Karla Farského. 

## Stavba

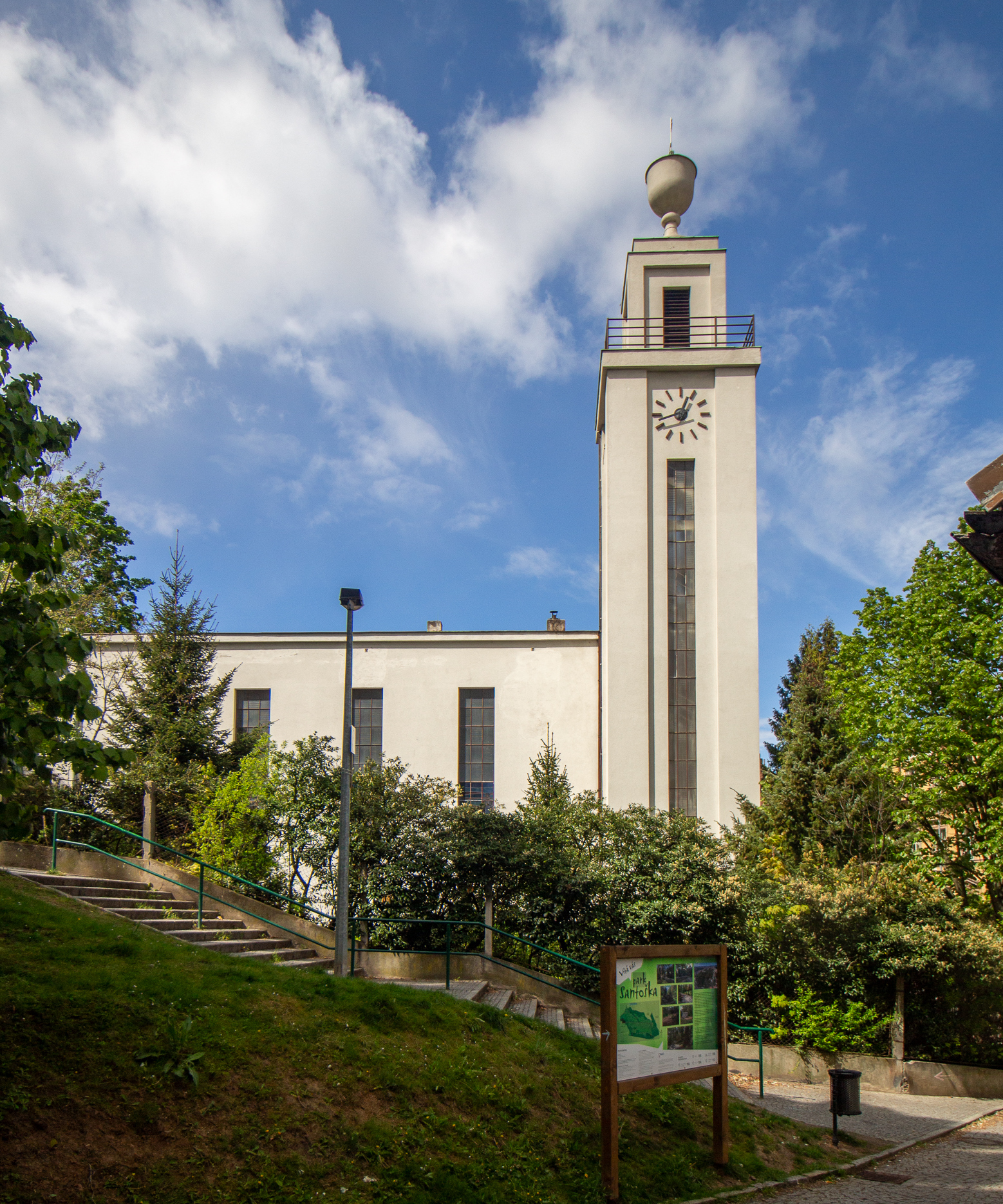
Husův sbor, východní strana

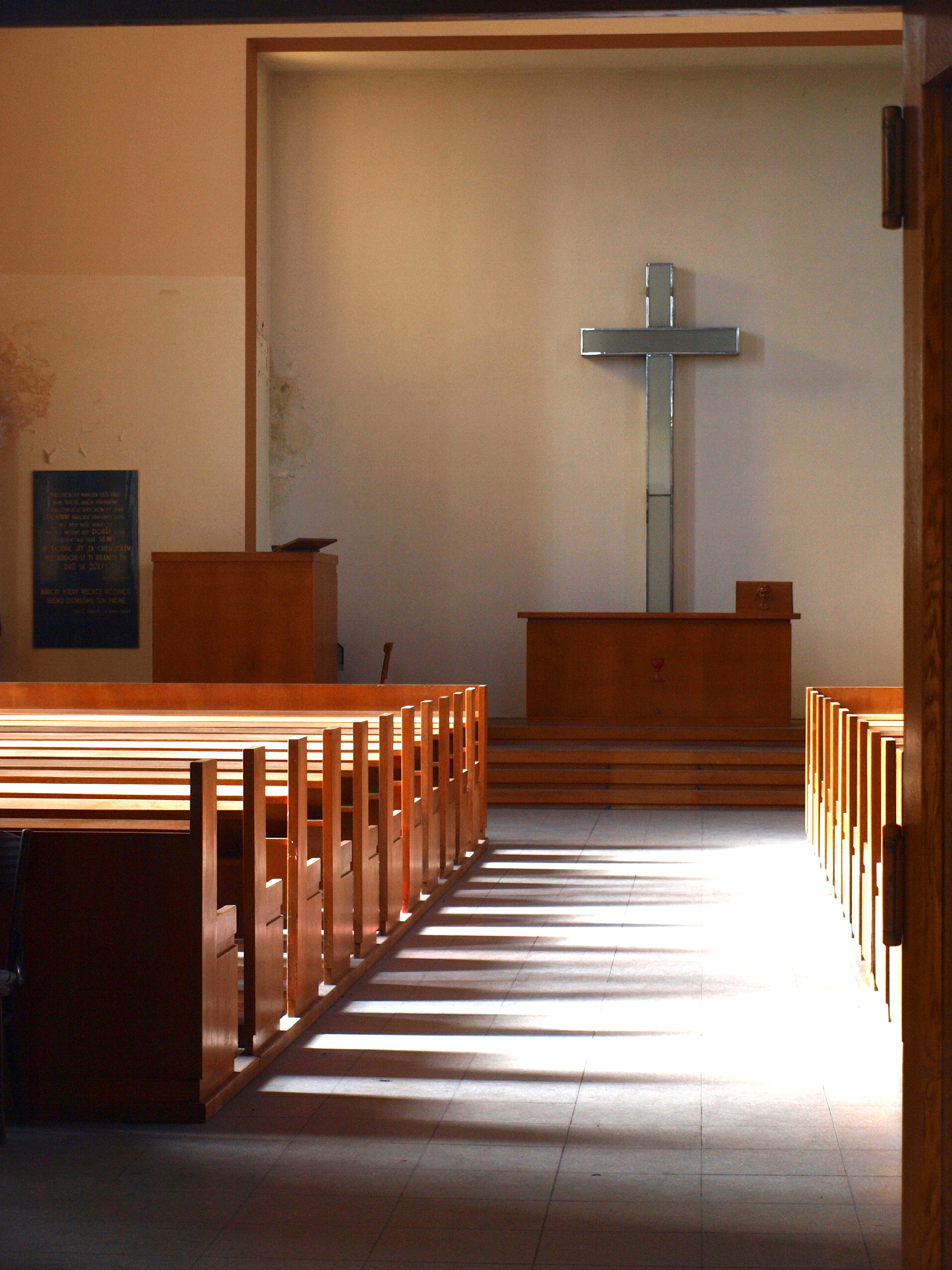
Interiér kostela

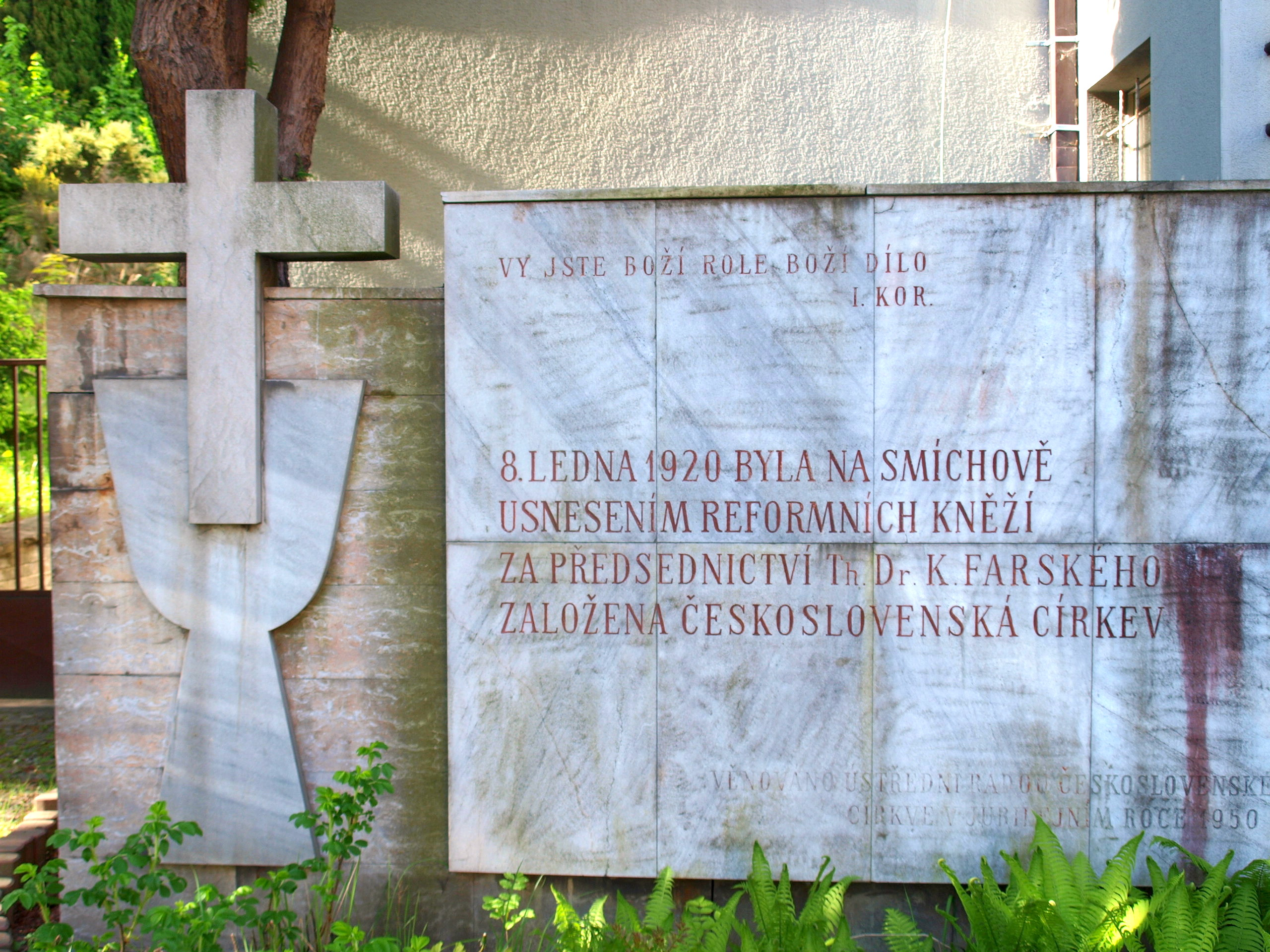
Pomník založení Československé církve

Stavbu podle plánu architektů E. Sobotky a Stanislava Vachaty z roku 1933 provedla karlínská stavební firma Václav Nekvasil v roce 1935. Stavba trvala 10 měsíců a základním stavebním materiálem byl beton.
Na východní straně kostela se vyjímá jeho dominanta, věž tvaru hranolu na půdorysu 3,6 x 3,35 m a o výšce 21 metrů, rovněž z betonu. Po délce všech čtyř stěn věže jsou dlouhá okna zajišťující přísun světla do interiéru, s výjimkou západní strany, kde věž přiléhá k lodi kostela, a okno je tudíž kratší. Na vrcholu věže jsou pak umístěny hodiny, jež ukazují čas do všech světových stran a nad nimi zábradlím ohrazený ochoz, ze kterého je vynikající výhled směrem na sever a na východ. Na samé špici věže je pak husitský symbol kalicha.
Nad vstupem do hlavní budovy kostela je možné všimnout si na střeše pravoslavného kříže. Ten pochází z doby, kdy se formovala samostatná československá církev a existoval v ní silný pro-pravoslavný směr, který se nakonec odštěpil a vytvořil československou pravoslavnou církev.

Uvnitř kostela se pak nachází základní kámen kostela a památník s bustou dr. Karla Farského. V postranní síni je kamenná deska s citátem: 
"JDOUCE PŘIROZENOU CESTOU ČESKÉHO ŽIVOTA 

ZHLÉDLI JSME NA TÉ CESTĚ V KALU A BLÁTĚ TŘPYTIVOU, KRÁSNOU, DRAHOCENNOU PERLU PRAVÉ ČESKÉ LIDSKÉ ZBOŽNOSTI,

 KTEROU NAŠEMU NÁRODU ODKÁZALI DOBŘÍ ZNATELÉ ZÁKONA KRISTOVA I ČESKÉ DUŠE :

CYRIL A METODĚJ, MISTR JAN HUS, CHELČICKÝ A ČEŠTÍ BRATŘI S POSLEDNÍM BISKUPEM SVÝM JANEM AMOSEM.

 TU PERLU JSME ZDVIHLI A UPOZORŇUJEME NA NI NÁROD. ONA JEST JEHO! 

DR. KAREL FARSKÝ."

## Okolní budovy
- Evangelický kostel (Smíchov)
- Základní škola U Santošky
- Bývalá usedlost Santoška
- Zahrada Santoška